# Transat 6.50

Logo da classe 6.50

A Transat 6.50 (antiga Mini Transat), é a corrida à vela  transatlântica em solitário para monotipo de 6,5 m criada em 1977. Devido à exíguidade do barco e porque se corre em solitário a corrida tem uma etapa nas Ilhas Canárias ou na Madeira onde ficam uma dezena de dias, antes de lançarem em direcção de Salvador da Baía. Até 1999 o ponto de chagada eram as Antilhas.
Esta prova constituí o apogeu da Classe Mini.

## Resposta
A Mini Transat, como era chamada,  foi a "resposta" nos anos 70 e segundo o espírito de Bob Salmon, à Transat Inglesa e ainda mais à Route du Rhum onde o tamanho dos veleiros com mais de 65 pés e os multicascos impediam que os concorrentes privados pudessem concorrer de armas iguais. Por outro lado Bob Salmon também procurava o espírito de aventura das primeiras regatas transatlântica dos tempos de Éric Tabarly pelo que o barco não dispõem que do mínimo técnico indispensável para a segurança do velejador. Assim, só muito recentemente é que foi permitido a utilização do GPS e do VHF e o roteiro meteorológico por satélite ainda é proibido, mas para assegurar a segurança da flotilha a organização emprega um barco acompanhante por cada 12 concorrentes.

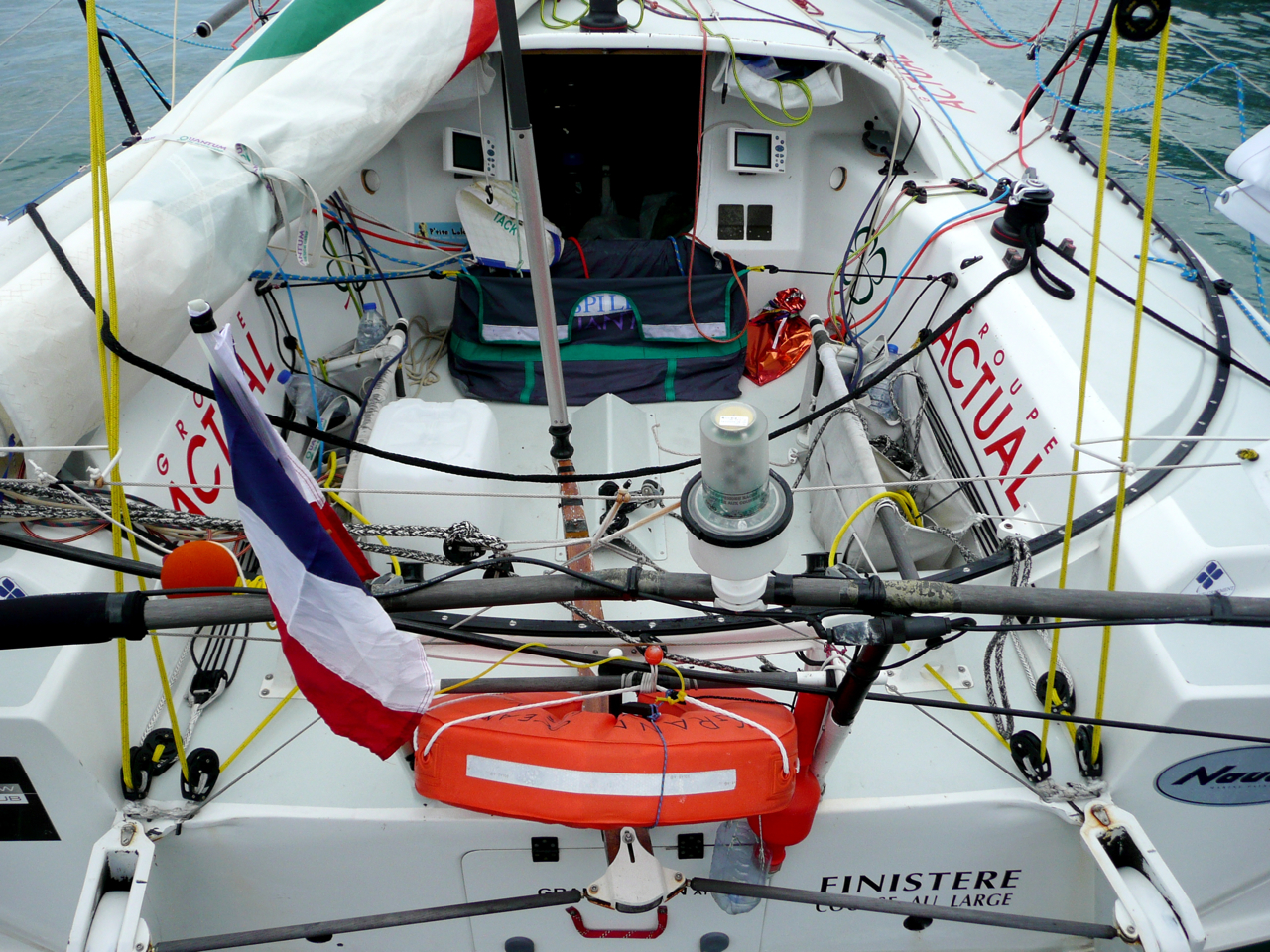
Interior simples mas funcional dum 6.50

## Participantes
Os participante desta regata são os futuros grandes nome da vela (um correspondente do Karting para a F1) e outros vêm realizar um sonho numa corrida de monotipo e logo onde pode haver tantas hipóteses de ganhar como de concorrentes.

 Não conheço uma única corrida tão extraordinária como esta, onde pode haver tantos vencedores possíveis como de concorrentes à partida  - palavras de Jean-Luc Van Den Heede.

## Alguns nomes
Entre muitos outros, passaram pela Mini Transat:  Loïck Peyron e o irmão Bruno Peyron, Jean Luc van den Heede, Marc Thiercelin, Yves Parlier, Laurent Bourgnon e o irmão  Yvan Bourgnon, Isabelle Autissier, Michel Desjoyeaux, Ellen MacArthur, Roland Jourdain, Thomas Coville,Izabel Pimentel, kan Chuh etc.

## Ligações exteriores
- «Sítio oficial da Classe Mini» (em inglês) - Abril 2012
- «Mini Transat 650» (em inglês) - Abril 2012